# 瑞利問題
在流體力學中，瑞利問題（Rayleigh problem）或斯托克斯第一問題（Stokes first problem），得名於瑞利男爵與喬治·斯托克斯，是一個由無限長平板從靜止開始運動所產生的流體流動問題。這被認為是具有納維-斯托克斯方程式精確解的最簡單的非穩定問題之一。基思·斯图尔特森研究了由半無限平板運動所產生的現象 。

## 流體描述[2][3]
考慮一個對初始靜止的無限大流域來說位於{\displaystyle y=0}的無限長平板突然以定速度{\displaystyle U}往{\displaystyle x}方向移動，不可壓縮納維-斯托克斯方程式可簡化為
{\displaystyle {\frac {\partial u}{\partial t}}=\nu {\frac {\partial ^{2}u}{\partial y^{2}}}}
其中{\displaystyle \nu }是黏度。板與流體接觸面的初始條件與不滑移條件為
{\displaystyle u(y,0)=0,\quad u(0,t>0)=U,\quad u(\infty ,t>0)=0,}
最後一個條件是由於無限遠處的流體無法被{\displaystyle y=0}的運動所影響。流體的流動只由平板移動所導致，此處並沒有外加的壓力梯度。

### 自相似解[4]
該問題類似於一維的熱傳導問題，因此這裡可以引入相似的變量
{\displaystyle \eta ={\frac {y}{\sqrt {\nu t}}},\quad f(\eta )={\frac {u}{U}}}
將它們代入上述的偏微分方程，可以簡化為常微分方程
{\displaystyle f''+{\frac {1}{2}}\eta f'=0}
並具有邊界條件
{\displaystyle f(0)=1,\quad f(\infty )=0}
上述問題的解可被寫成含互補誤差函數的形式
{\displaystyle u=U\mathrm {erfc} \left({\frac {y}{\sqrt {4\nu t}}}\right)}
單位面積施加在平板上的力為
{\displaystyle F=\mu \left({\frac {\partial u}{\partial y}}\right)_{y=0}=-\rho {\sqrt {\frac {\nu U^{2}}{\pi t}}}}

## 任意平板運動
除了用上述的階躍邊界條件，平板的速度也可以是時間的任意函數{\displaystyle U=f(t)}。方程式的解可以寫為
{\displaystyle u(y,t)=\int _{0}^{t}{\frac {f(\tau )}{2{\sqrt {\pi \nu }}}}{\frac {y}{(t-\tau )^{3/2}}}e^{-{\frac {y^{2}}{4\nu (t-\tau )}}}d\tau .}

## 圓柱體的瑞利問題

### 旋轉的圓柱
考慮一個半徑為{\displaystyle a}的無限長圓柱體於時間{\displaystyle t=0}時開始以角速度{\displaystyle \Omega }旋轉，則{\displaystyle \theta }方向的速度由下式給出
{\displaystyle v_{\theta }={\frac {a\Omega }{2\pi i}}\int _{-i\infty }^{i\infty }{\frac {K_{1}(r{\sqrt {s/\nu }})}{K_{1}(a{\sqrt {s/\nu }})}}e^{st}{\frac {ds}{s}}}
其中{\displaystyle K_{1}}是第二類修正貝索函數。當{\displaystyle t\rightarrow \infty }，方程式的解趨近於剛體渦旋。單位面積施加於圓柱體的力為
{\displaystyle F=\mu \left({\frac {\partial v_{\theta }}{\partial r}}-{\frac {v_{\theta }}{r}}\right)_{r=a}={\frac {\rho a^{2}\Omega }{t}}e^{-{\frac {a^{2}}{2\nu t}}}I_{0}\left({\frac {a^{2}}{2\nu t}}\right)-2\mu \Omega }
其中{\displaystyle I_{0}}第一類修正貝索函數。

### 滑動的圓柱
精確解在圓柱體沿軸向以等速度{\displaystyle U}運動也存在。設圓柱體的軸向指向 {\displaystyle x} 方向，則方程式的解為
{\displaystyle u={\frac {U}{2\pi i}}\int _{-i\infty }^{i\infty }{\frac {K_{0}(r{\sqrt {s/\nu }})}{K_{0}(a{\sqrt {s/\nu }})}}e^{st}{\frac {ds}{s}}.}

## 參看
- 斯托克斯問題（英语：Stokes problem）